# Kapel van de Wolvendries

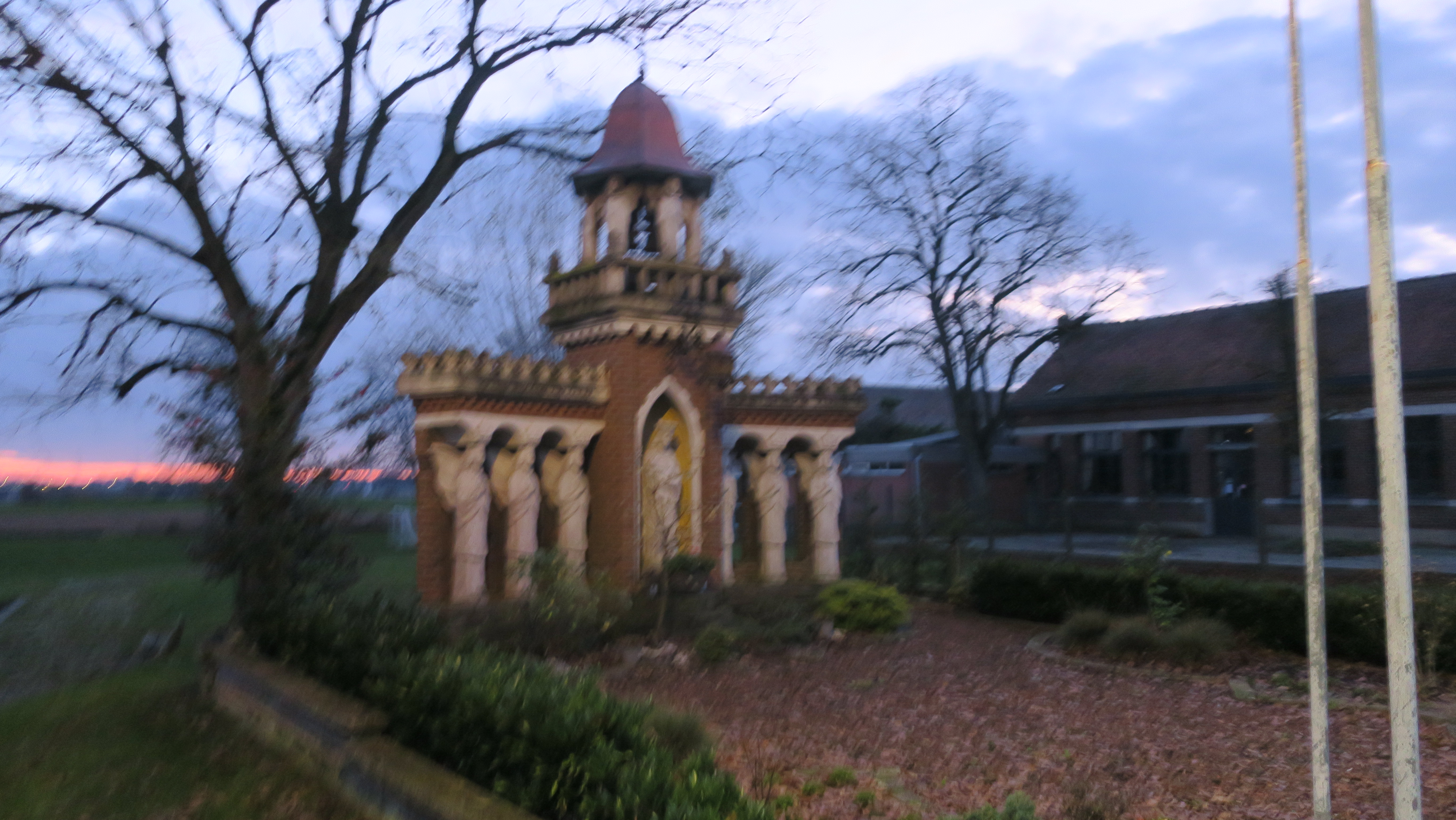

De kapel ter ere van Onze-Lieve-Vrouw Koningin, ook gekend als Kapel van de Wolvendries, bevindt zich in de Vlaams-Brabantse gemeente Halle. Ze is gelegen aan de Ninoofsesteenweg 566 aan de Wolvendries.

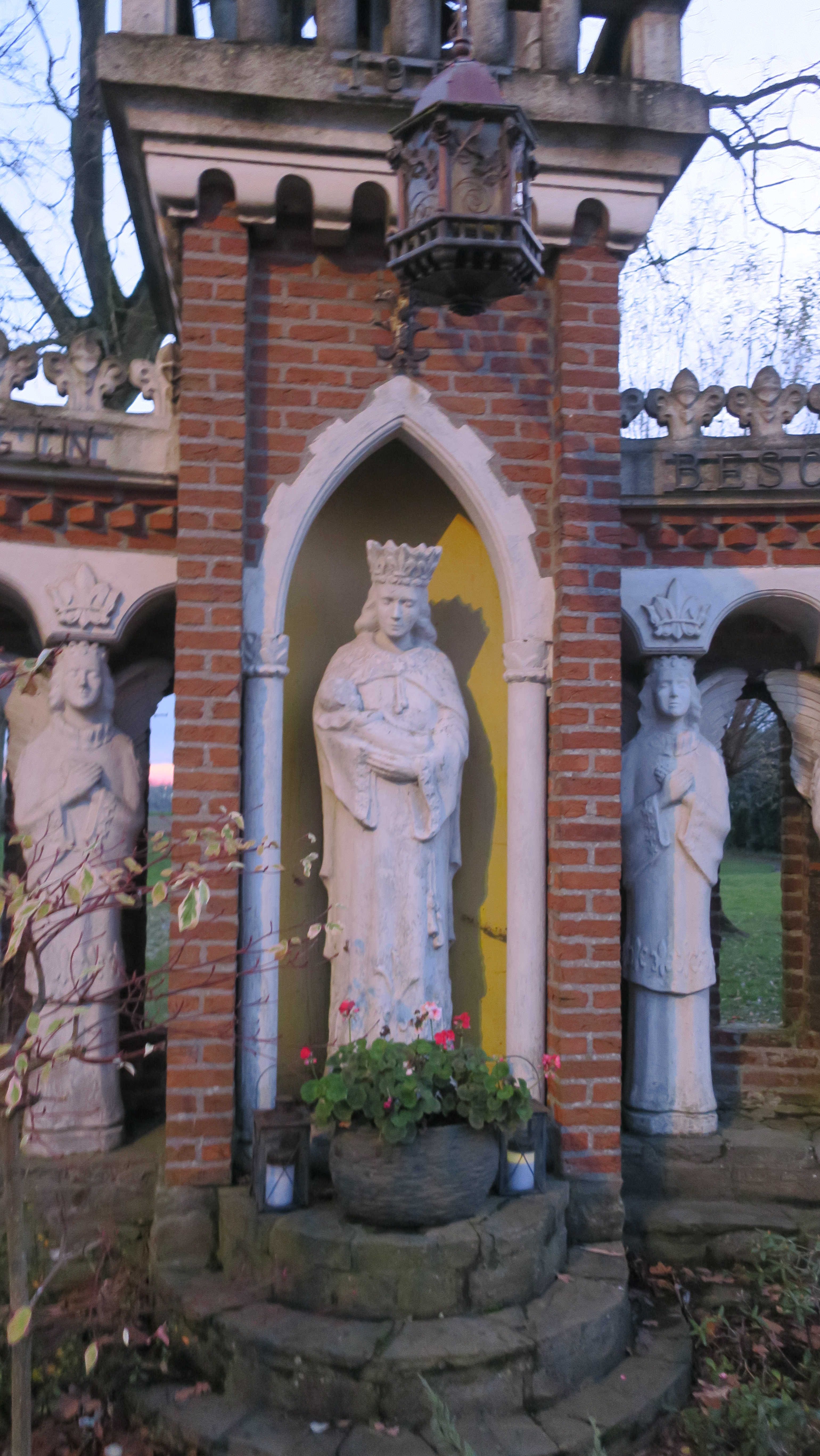

De kapel werd gebouwd in 1954, het Mariajaar. Op zondag 23 oktober 1955 werd ze gehuldigd door mgr.Cuvelier. In september 2005 werd het 50-jarig bestaan van de kapel gevierd. 
De portiekkapel is groots opgevat. In de nis staat een gekroond Mariabeeld met Kind. Zowel links en rechts ervan staan drie engelen. Het koperen klokkenspel met kruis en haan bovenop wordt ondersteund door zes engelen. Het opschrift luidt als volgt: O.L.V. KONINGIN/ 1954/ BESCHERM ONS//. Rondom de kapel is een fraaie kapeltuin aangelegd.